# ديفيد لوبيز مورينو
ديفيد لوبيز مورينو (بالإسبانية: David López Moreno) (مواليد 10 سبتمبر 1982 في لوغرونو - إسبانيا) لاعب كرة قدم إسباني يلعب حاليا لصالح نادي الدرجة الأولى أتلتيك بيلباو الإسباني منذ 2007 في مركز الوسط المهاجم كما يجيد اللعب في مركز الجناح الأيمن .

## روابط خارجية
- ديفيد لوبيز مورينو على موقع الاتحاد الأوربي (الإنجليزية)
- ديفيد لوبيز مورينو على موقع قاعدة بيانات كرة القدم.إي يو (الإنجليزية)
- ديفيد لوبيز مورينو على موقع Soccerbase.com (لاعب) (الإنجليزية)
- ديفيد لوبيز مورينو على موقع Soccerway.com (الإنجليزية)
- ديفيد لوبيز مورينو على موقع عالم كرة القدم.نت (الإنجليزية)
- ديفيد لوبيز مورينو على موقع AS.com (الإسبانية)